# Клауцетто
Клауцетто (італ. Clauzetto) — муніципалітет в Італії, у регіоні Фріулі-Венеція-Джулія,  провінція Порденоне.
Клауцетто розташоване на відстані близько 490 км на північ від Рима, 100 км на північний захід від Трієста, 37 км на північний схід від Порденоне.
Населення — 381 особа (2014).
Покровитель — San Giacomo.

## Демографія
Населення за роками:

Станом на 1 січня 2023 року в муніципалітеті офіційно проживало 20 іноземців з 11 країн, серед них 13 громадян країн Євросоюзу та 1 громадянин України.

## Сусідні муніципалітети
- Кастельново-дель-Фріулі
- Пінцано-аль-Тальяменто
- Трамонті-ді-Сотто
- Віто-д'Азіо